# Валентин, Зарек
Зарек Чейс Валентин (англ. Zarek Chase Valentin; 6 августа 1991, Ланкастер, Пенсильвания, США) — американский футболист, крайний защитник клуба «Миннесота Юнайтед» и сборной Пуэрто-Рико.

## Биография

### Молодёжная карьера
В 2009—2010 годах Валентин обучался в Акронском университете по специальности «Коммуникации» и играл за университетскую футбольную команду «Акрон Зипс» в Национальной ассоциации студенческого спорта. В сезоне 2010 «Акрон Зипс» выиграли Кубок колледжей, финал четырёх национального студенческого чемпионата.
В студенческие годы также выступал в Премьер-лиге развития ЮСЛ: в 2009 году — за клуб «Рединг Рейдж», в 2010 году — за клуб «Мичиган Бакс».

### Клубная карьера
Оставив университет после второго года обучения, 29 декабря 2010 года Валентин подписал контракт с MLS по программе Generation Adidas. 13 января 2011 года на Супердрафте MLS он был выбран под общим четвёртым номером клубом «Чивас США». Его профессиональный дебют состоялся 19 марта 2011 года в матче первого тура сезона против «Спортинга Канзас-Сити».
Клуб «Монреаль Импакт» выбрал Валентина на Драфте расширения MLS, состоявшемся 23 ноября 2011 года. За канадский клуб он дебютировал 31 марта 2012 года в матче против «Нью-Йорк Ред Буллз». 8 июля 2012 года в матче против «Коламбус Крю» забил свой первый гол в MLS.
2 апреля 2013 года Валентин отправился в аренду в клуб Первого дивизиона Норвегии «Будё-Глимт» до конца года. Дебютировал за «Глимт» 7 апреля 2013 года в матче первого тура сезона против «Улленсакер-Кисы». 3 ноября 2013 года в матче последнего тура сезона против «Стабека» забил свой первый гол за «Глимт». 19 декабря 2013 года Валентин перешёл в «Будё-Глимт», вышедший в высший дивизион, на постоянной основе, подписав двухлетний контракт. В Типпелигаене дебютировал 30 марта 2014 года в матче первого тура сезона против «Олесунна». 9 апреля 2014 года на тренировке порвал левое ахиллово сухожилие, из-за чего пропустил почти весь сезон, вернувшись на поле 9 ноября 2014 года в матче последнего тура сезона против «Викинга». 18 июля 2015 года в матче против «Молде» забил свой первый гол в Типпелигаене. По окончании сезона 2015 «Будё-Глимт» предложил Валентину новый контракт, но игрок отверг предложение клуба.
12 января 2016 года Валентин вернулся в MLS, присоединившись к «Портленд Тимберс», которые выменяли права на него в лиге у «Монреаль Импакт» на место иностранного игрока в сезоне 2016. Дебютировал за «Портленд Тимберс» 13 марта 2016 года в матче против «Сан-Хосе Эртквейкс». 23 июля 2016 года в матче против «Лос-Анджелес Гэлакси» забил свой первый гол за «Портленд Тимберс». В 2017 году провёл три матча в фарм-клубе «Портленд Тимберс 2». 10 декабря 2018 года Валентин подписал новый контракт с «Портленд Тимберс».
19 ноября 2019 года на Драфте расширения MLS Валентина выбрал клуб «Нэшвилл», который в тот же день обменял его в «Хьюстон Динамо» на Джо Уиллиса. За техасский клуб он дебютировал 29 февраля 2020 года в матче первого тура сезона против «Лос-Анджелес Гэлакси». 10 ноября 2020 года «Динамо» и Валентин достигли соглашения о продлении контракта до конца сезона 2022 с опцией на сезон 2023. По окончании сезона 2022 «Хьюстон Динамо» не стало продлевать контракт с Валентином.
8 декабря 2022 года Валентин подписал однолетний контракт с «Миннесотой Юнайтед». За «гагар» дебютировал 25 февраля 2023 года в матче стартового тура сезона против «Далласа».

### Международная карьера
В составе сборной США до 20 лет Валентин участвовал в молодёжном чемпионате КОНКАКАФ 2011.
В марте 2012 года в составе сборной США до 23 лет Валентин участвовал в матчах квалификации в зоне КОНКАКАФ к футбольному турниру Олимпийских игр 2012.
14 сентября 2016 года Валентин был включён в предварительный состав сборной Пуэрто-Рико на матчи квалификации Карибского кубка 2017 против сборных Антигуа и Барбуды 8 октября и Кюрасао 11 октября.
В октябре 2020 года Валентин дал согласие на выступление за сборную Пуэрто-Рико в преддверии отборочных матчей чемпионата мира 2022. Дебютировал за сборную 2 июня 2021 года в матче против Багамских Островов.
Свой первый гол за сборную забил 9 июня 2022 года в матче Лиги наций КОНКАКАФ 2022/23 против Каймановых Островов.

### Личная информация
Старший брат Зарека — Джулиан, также был профессиональным футболистом, в течение двух сезонов выступал за «Лос-Анджелес Гэлакси».
Эндрю Уэнгер — его друг детства.

## Достижения
Командные
 «Будё-Глимт»
- Победитель Первого дивизиона Норвегии: 2013

## Статистика выступлений
| Выступление        | Выступление      | Выступление      | Лига | Лига | Плей-офф | Плей-офф | Кубок | Кубок | ЛЧ КОНКАКАФ | ЛЧ КОНКАКАФ | Итого | Итого |
| Клуб               | Лига             | Сезон            | Игры | Голы | Игры     | Голы     | Игры  | Голы  | Игры        | Голы        | Игры  | Голы  |
| ------------------ | ---------------- | ---------------- | ---- | ---- | -------- | -------- | ----- | ----- | ----------- | ----------- | ----- | ----- |
| Чивас США          | MLS              | 2011             | 25   | 0    | —        | —        | —     | —     | —           | —           | 25    | 0     |
| Чивас США          | Итого            | Итого            | 25   | 0    | —        | —        | —     | —     | —           | —           | 25    | 0     |
| Монреаль Импакт    | MLS              | 2012             | 15   | 1    | —        | —        | 0     | 0     | —           | —           | 15    | 1     |
| Монреаль Импакт    | Итого            | Итого            | 15   | 1    | —        | —        | 0     | 0     | —           | —           | 15    | 1     |
| Будё-Глимт         | Адекколигаен     | 2013             | 28   | 1    | —        | —        | 4     | 0     | —           | —           | 32    | 1     |
| Будё-Глимт         | Элитсериен       | 2014             | 3    | 0    | —        | —        | 0     | 0     | —           | —           | 3     | 0     |
| Будё-Глимт         | Элитсериен       | 2015             | 24   | 1    | —        | —        | 3     | 0     | —           | —           | 27    | 1     |
| Будё-Глимт         | Итого            | Итого            | 55   | 2    | —        | —        | 7     | 0     | —           | —           | 62    | 2     |
| Портленд Тимберс   | MLS              | 2016             | 20   | 1    | —        | —        | 2     | 0     | 2           | 0           | 24    | 1     |
| Портленд Тимберс   | MLS              | 2017             | 19   | 0    | 0        | 0        | 0     | 0     | —           | —           | 19    | 0     |
| Портленд Тимберс   | MLS              | 2018             | 32   | 0    | 6        | 0        | 2     | 0     | —           | —           | 40    | 0     |
| Портленд Тимберс   | MLS              | 2019             | 21   | 0    | 0        | 0        | 3     | 0     | —           | —           | 24    | 0     |
| Портленд Тимберс   | Итого            | Итого            | 92   | 1    | 6        | 0        | 7     | 0     | 2           | 0           | 107   | 1     |
| Портленд Тимберс 2 | USL              | 2017             | 3    | 0    | —        | —        | —     | —     | —           | —           | 3     | 0     |
| Портленд Тимберс 2 | Итого            | Итого            | 3    | 0    | —        | —        | —     | —     | —           | —           | 3     | 0     |
| Хьюстон Динамо     | MLS              | 2020             | 19   | 0    | —        | —        | —     | —     | —           | —           | 19    | 0     |
| Хьюстон Динамо     | MLS              | 2021             | 29   | 0    | —        | —        | —     | —     | —           | —           | 29    | 0     |
| Хьюстон Динамо     | MLS              | 2022             | 5    | 0    | —        | —        | 2     | 0     | —           | —           | 7     | 0     |
| Хьюстон Динамо     | Итого            | Итого            | 53   | 0    | —        | —        | 2     | 0     | —           | —           | 55    | 0     |
| Миннесота Юнайтед  | MLS              | 2023             | 14   | 0    | —        | —        | 2     | 0     | —           | —           | 16    | 0     |
| Миннесота Юнайтед  | Итого            | Итого            | 14   | 0    | —        | —        | 2     | 0     | —           | —           | 16    | 0     |
| Всего за карьеру   | Всего за карьеру | Всего за карьеру | 192  | 4    | 6        | 0        | 14    | 0     | 2           | 0           | 214   | 4     |